# 云南朱兰
云南朱兰（学名：Pogonia yunnanensis）为兰科朱兰属下的一个种。种加词 yunnanensis 意为“云南的”。